# Lačja vas
Lačja vas – wieś w Słowenii, w gminie Nazarje. W 2018 roku liczyła 104 mieszkańców.